# شرق همپتون (کنتیکت)
شرق همپتون (به انگلیسی: East Hampton) یک منطقهٔ مسکونی در ایالات متحده آمریکا است که در شهرستان میدلسکس، کنتیکت واقع شده‌است. شرق همپتون ۹۵٫۳ کیلومتر مربع مساحت و ۱۲٬۹۵۹ نفر جمعیت دارد و ۱۰۸ متر بالاتر از سطح دریا واقع شده‌است.